# Isla Wolf
Isla Wolf es una pequeña isla ecuatoriana en la islas Galápagos que fue nombrada así después de la visita del geólogo alemán Franz Theodor Wolf, en cuyo honor también se nombró el volcán Wolf en la isla Isabela. Tiene una superficie de 1,3 km² (0,5 mi²) y una altitud máxima de 253 m (830 pies). Con anterioridad recibió el nombre de isla Núñez Gaona, por el teniente general de la Armada española Manuel Núñez Gaona.
Se encuentra muy lejos de la isla principal del grupo y no tiene población permanente. El Parque nacional Galápagos no permite el aterrizaje en ella; sin embargo, es un lugar de buceo popular. Anteriormente también se le llamaba isla Wenman. 
La isla se formó con los restos de un volcán extinto que alcanza un máximo de 253 metros sobre el nivel del mar. Está situada al noroeste del grupo principal de las islas Galápagos, en el lineamiento Lobo-Darwin que se extiende desde la plataforma de Galápagos hasta el centro de expansión de Galápagos. Al igual que su vecina cercana, la isla Darwin, se formó de forma diferente a otras islas del archipiélago. 
Wolf es la isla al sur del alineamiento. El volcán que formó la isla no se ha extinguido; las últimas erupciones se cree que han sido hace entre 900 000 y  1 600 000 años. Su historia volcánica es compleja, con al menos dos grandes fases eruptivas. La zona sur está formada por capas de basalto plano de dos fases eruptivas, la segunda de las cuales formó una caldera que se ha erosionado. Esta composición química es similar a las encontradas en las lavas procedentes de las islas del norte de Galápagos. Existe una gran variación en la composición de las lavas entre las fases eruptivas; los flujos se están agotando. 

## Fauna
Está habitada por focas peleteras, fragatas, piqueros enmascarados y de patas rojas, iguanas marinas y gaviotas de cola bifurcada.
Forma parte del Parque nacional Galápagos.  Sin embargo, no es accesible a las visitas desde tierra, al igual que su vecina, Darwin, que está abierta a las visitas de los buzos. La vida marina de la isla Wolf incluye tiburones, ocasionalmente ballenas, así como tortugas verdes, manta rayas y peces pelágicos, entre otros. 